# Cytospora aurora
Cytospora aurora är en svampart som beskrevs av Mont. & Fr. 1834. Cytospora aurora ingår i släktet Cytospora och familjen Valsaceae.   Inga underarter finns listade i Catalogue of Life.